# Occhiatana
 Occhiatana  là một xã ở tỉnh Haute-Corse trên đảo Corse, Pháp. Xã này có diện tích 12,62 km², dân số năm 1999 là 163 người. Khu vực này có độ cao trung bình 350 mét trên mực nước biển.